# Seperewa

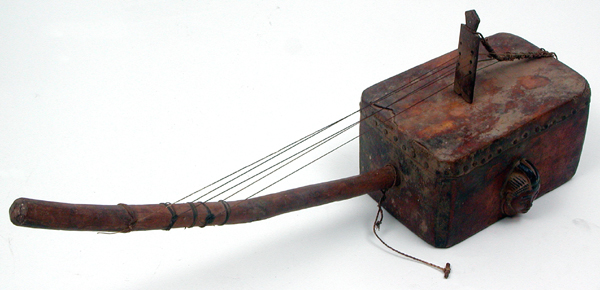
Alte seperewa ohne verlängertes Bodenbrett mit sechs Saiten aus Ghana

Seperewa, auch seprewa, historisch sanku (sanko, sankuo), ist eine Stegharfe oder Harfenlaute der Akan, vor allem der Aschanti in Ghana mit traditionell 6 und heute bis zu 14 Saiten. Durch ihren kastenförmigen hölzernen Resonanzkörper unterscheidet sich die seperewa von der Mehrheit der nur in Westafrika vorkommenden Stegharfen, die wie die 21-saitige kora und die 3–4-saitige bolon einen Kalebassenresonator besitzen.
Die seperewa war seit dem 17. Jahrhundert ein geschätztes höfisches Musikinstrument der Aschanti-Herrscher und gehört zu den Begleitinstrumenten der Preisliedsänger (Griots). Melodieformen und Spielweise der seperewa beeinflussten in Ghana das Gitarrenspiel in den sich ab den 1920er Jahren verbreitenden Popularmusikstilen Palm-wine music und Highlife, die wiederum im Verlauf des 20. Jahrhunderts für die ghanaische Musik insgesamt bedeutsam waren.

## Herkunft und Verbreitung

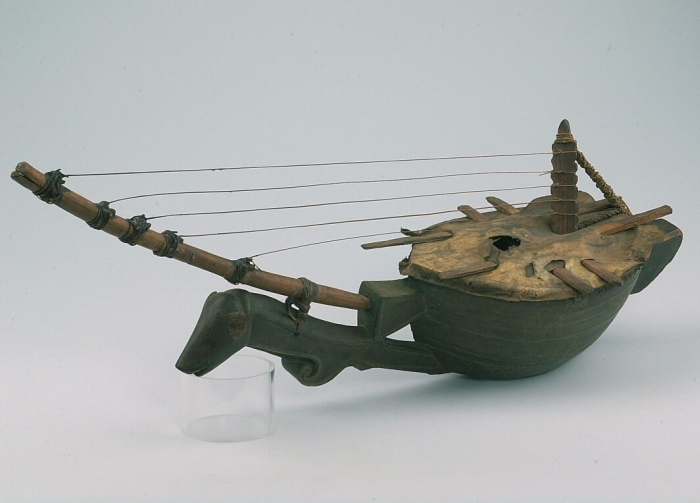
Fünfsaitige westafrikanische Stegharfe mit einem schalenförmigen Holzkorpus ohne genaue Herkunftsangabe, die dem Typ der Gabuner Bogenharfen am ähnlichsten ist. Das nach vorn verlängerte Bodenbrett ist durch eine Stange mit einem Tierkopf am Ende ersetzt. Vor 1920

Der Instrumententyp der Stegharfen, der konstruktive Merkmale von Harfen und Lauten vereint, ist ausschließlich in der westafrikanischen Savanne zwischen Senegal und Benin und bis zur Atlantikküste im Süden verbreitet. Nach der Spielweise stehen die Stegharfen den Harfen näher, während ihre Form im Wesentlichen von den ebenfalls nur in Westafrika vorkommenden Binnenspießlauten von Typ der xalam abgeleitet ist. Die mutmaßliche Herkunft der Stegharfen ist bei der entwicklungsgeschichtlich wahrscheinlich ältesten Stegharfe bolon erwähnt.
In der Savanne werden Stegharfen üblicherweise mit einem Resonanzkörper aus einer Kalebasse hergestellt, in den südlicheren Waldgebieten hingegen aus zu einem rechteckigen Kasten zusammengefügten Holzbrettern. Saiteninstrumente mit Kalebassenresonatoren sind in Westafrika deutlich weiter verbreitet. In beiden Fällen besteht die Decke aus einer über die Korpusöffnung gespannten Tierhaut. Alle Stegharfen besitzen einen längs durch den Korpus gesteckten und an der Unterseite etwas herausragenden Saitenträger aus einem geraden oder leicht gebogenen Holzstab und einen senkrecht auf der Decke aufgestellten Steg, über den die Saiten in einer oder in zwei parallelen Ebenen geführt werden.

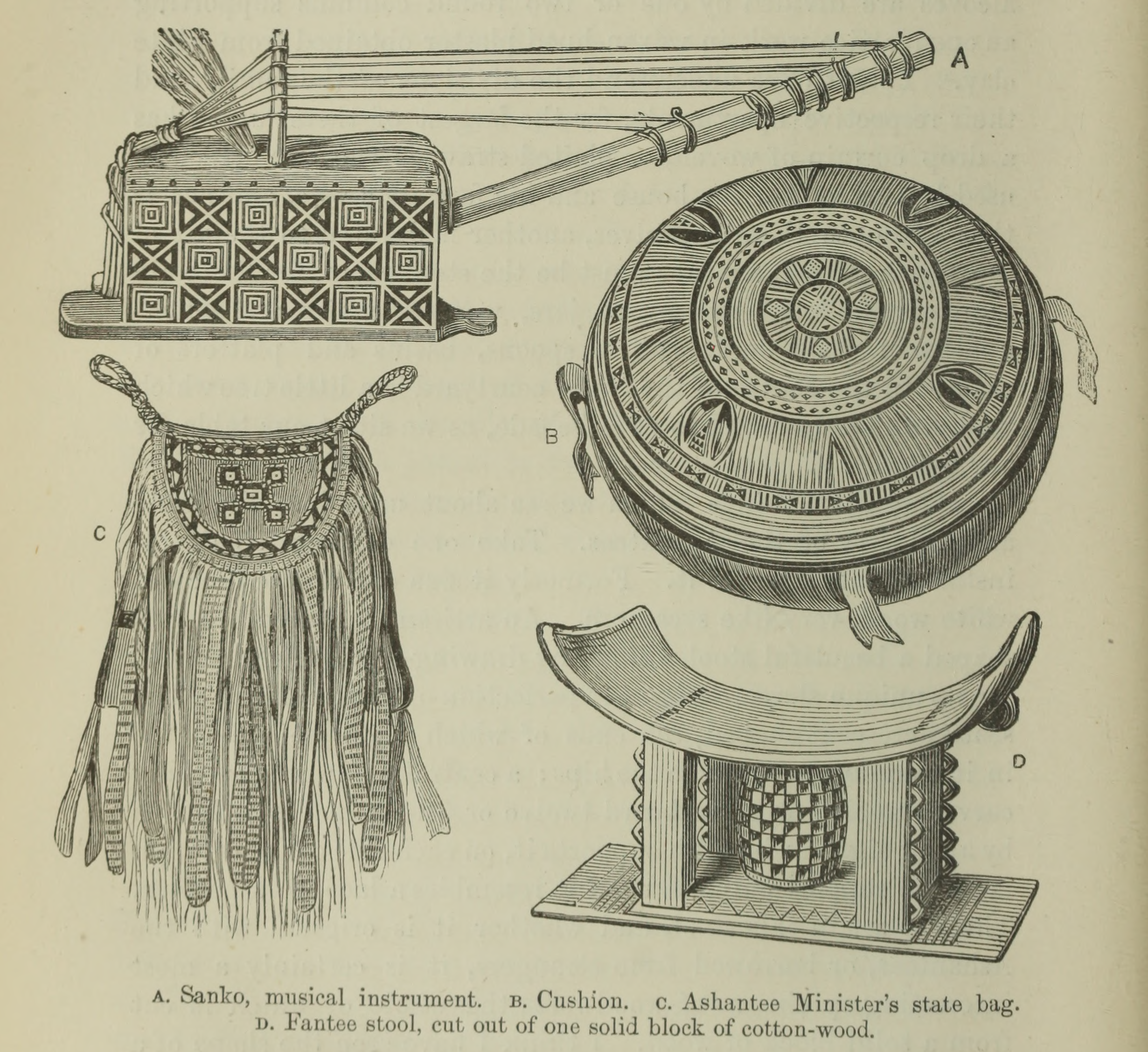
Mit geometrischen Mustern verzierte seperewa der Aschanti. Gezeichnet sind acht Saiten. Von Henry Morton Stanley 1873 im heutigen Ghana gesehen und unter dem Namen sanko auf einer Seite zusammen mit Haushaltsgegenständen von Aschanti-Herrschern in einem Reisebericht 1874 veröffentlicht.

Zu den wenigen Stegharfen mit einem Resonator aus einem Holzkasten gehören neben der seperewa die konimesin mit vier Saiten und einem gebogenen Saitenträger in Oberguinea und die aloko mit sechs Saiten in der zentralen Elfenbeinküste.
Bogenharfen kommen in Westafrika nicht vor, sondern sind auf ein Gebiet in Zentral- und Ostafrika beschränkt, etwa die kundi im Norden des Kongo und die adungu in Uganda. Ihr Korpus besteht aus einer mit Haut bespannten Holzschale. Lediglich der Korpus einer Bogenharfe der Kele in Gabun war aus Holzbrettern zusammengesetzt. Es handelt sich wohl um den erstmals von Michael Praetorius in seinem Syntagma musicum von 1619 auf Tafel XXXI abgebildeten Instrumententyp mit acht Saiten, der Gerhard Kubik zufolge aus der Verbindung von im Kongo und in Gabun vorhandenen Saiteninstrumenten wie dem Pluriarc (Bogenlaute) mit einer aus dem Norden eingeführten Bogenharfe vom Typ der kundi entstanden sein könnte. Einen solchen langrechteckigen Holzkasten bei einer achtsaitigen „Harfe der Fang“ bildet auch Bernhard Ankermann (1901) ab.
Pluriarcs sind außer in Zentralafrika auch in Westafrika anzutreffen. In seltenen Fällen besitzen sie einen rechteckigen Resonator aus Holzbrettern, in Westafrika etwa der sechssaitige ubo akwara der Igbo in Nigeria; weitere derartige Pluriarcs sind aus Zentralafrika bekannt. Auch der Korpus der westafrikanischen Binnenspießlauten wird entweder aus einer Kalebasse gefertigt oder aus einem Holzblock ausgehöhlt. Die einzige bekannte Binnenspießlaute mit einem Bretterkorpus ist die gimbri in Marokko.
Der seperewa am ähnlichsten ist die sanku in Togo. Zwei Stegharfen aus Togo gelangten Ende des 19. Jahrhunderts nach Berlin in das Königliche Museum für Völkerkunde. Der Name sanku für eines dieser Instrumente mit sechs Saiten und der Herkunftsangabe „Banjau“ gilt auch als historische Bezeichnung für die seperewa der Aschanti. Charakteristisch für die sanku ist ein langes Bodenbrett, das an beiden Querseiten weit über den rechteckigen Holzkasten hinausragt. Die andere, mit der Bezeichnung ssunko ins Berliner Museum gekommene Stegharfe aus Togo besitzt einen aus einem Holzblock geschnitzten Korpus mit einer ähnlichen rechteckigen Form und acht Saiten.
Der Afrikaforscher Henry Morton Stanley hielt sich 1873 als Kriegsberichterstatter bei den Aschanti auf und schreibt über diese Zeit in Coomassie and Magdala (1874). Neben Gebrauchsgegenständen der Aschanti-Herrscher bildet er an Musikinstrumenten eine als „Kriegstrommel“ bezeichnete Sanduhrtrommel und eine sanko genannte Stegharfe mit acht Saiten ab.
Das besonders weit an der Seite des Saitenträgers vorstehende Bodenbrett bei der Stegharfe ist organologisch mit der Form der Gabuner Kele-Bogenharfe verwandt, die Klaus Wachsmann (1964) in seiner Klassifizierung der afrikanischen Bogenharfen als dritten Typus, shelved type („der mit einem Brett versehene Typus“), bezeichnet. Dessen Verbreitungsgebiet ist auf Gabun und den äußersten Süden der Zentralafrikanischen Republik beschränkt. Das Bodenbrett ist das charakterisierende Kriterium dieses Bogenharfentyps. Bei der Kele-Bogenharfe und einigen anderen Vertretern dieser Gruppe ist das Brett am oberen Ende verdickt und in einem Winkel nach unten geknickt. Gelegentlich erscheint die Verdickung als menschlicher Kopf. Wachsmann fasst die mutmaßliche Ausbreitung dieses Typs und der beiden anderen, in Ost- und Zentralafrika vorkommenden Bogenharfentypen zusammen. Demnach dürfte die Praetorius zufolge 1619 existierende Bogenharfe des südlichen dritten Typs, der wohl unter dem Einfluss der Gabuner Pluriarcs gestanden hatte, nach Westen an die Atlantikküste gelangt sein. Auf Wachsmanns Verbreitungskarte sind in Westafrika zwei isolierte Vorkommen des shelved type eingetragen: in Togo und Ghana, wo es nur Stegharfen, aber keine Bogenharfen gibt. Die Form des abgewinkelten Kopfes an der von Praetorius 1619 abgebildeten Bogenharfe aus Gabun taucht an einer ungewöhnlichen Stegharfe wieder auf, die von der westafrikanischen Küste stammt und sich im Ethnografischen Museum Stockholm befindet. Das wohl unter dem Eindruck früher europäischer Segelschiffe entstandene Instrument hat die Gestalt eines Schiffsmodells mit einem ausgeprägten Kiel am Boden der Holzschale, der in der vorderen Verlängerung in einen geknickten Tierkopf (Antilope) übergeht. Vom Museum wurde dieses unvollständig erhaltene Exemplar 1874 erworben. Klaus Wachsmann zufolge könnte es wesentlich älter sein und vom schwedischen Botaniker Adam Afzelius, der sich 1795 bis 1796 in Sierra Leone aufhielt, erworben worden sein.
Der Name seperewa setzt sich aus den Akan-Wörtern se („reden“), pre („berühren“, beschreibt die Bewegung des Daumens beim Zupfen der Saiten) und wa („klein“) zusammen und bedeutet ungefähr: „das kleine Musikinstrument, das beim Zupfen der Saiten spricht“. Mit historischen Quellen lässt sich diese Stegharfe bis zum Ende des 17. Jahrhunderts zurückverfolgen. Nach der Überlieferung brachten die Aschanti die seperewa um 1740 als Beute aus dem Krieg ihres Königs Opoku Ware I. gegen das Königreich Gyaman der Akan im heutigen Nordosten der Elfenbeinküste (um Bondoukou) mit. Der Asantehene (König der Aschanti) soll die seperewa selbst behalten und einen Musiker, der sie spielen konnte, in die Hauptstadt Kumasi beordert und zu seinem persönlichen Sänger gemacht haben. Nach diesem Exemplar wurden weitere seperewa gebaut, die so zunächst unter den Adligen und später auch im Volk verbreitet worden seien.
Mit afrikanischen Sklaven gelangte die seperewa offenbar schon früh in die Karibik. Der britische Naturforscher Hans Sloane bildet in seinem Reisebericht  A Voyage to the Islands Madera, Barbados, Nieves, S. Christophers and Jamaica von 1725 eine achtsaitige Stegharfe vom Typ der seperewa ab, zusammen mit zwei Langhalslauten mit rundem Korpus, Vorläufer des Banjos, deren afrikanischer Vorläufer vermutlich die akonting der Diola war.

## Bauform
Der Korpus der seperewa ist ein aus dünnen Holzbrettern zusammengefügter rechteckiger Kasten. Bei manchen Exemplaren ragt das Bodenbrett entweder an beiden Schmalseiten oder meist nur an der Vorderseite dreieckig in einer Spitze endend über den Kasten hinaus. Der leicht gebogene Saitenträgerstab ist mitten in der Vorderseite durch den Korpus gesteckt und tritt wie bei Spießlauten an der Unterseite einige Zentimeter heraus. Als Decke ist eine Tierhaut aufgespannt und umlaufend an den Rändern festgenagelt. Der Steg steht ungefähr in der Mitte senkrecht auf der Decke. Bei alten Instrumenten sind 6 oder 8 Saiten, bei modernen 10 oder bis zu 14 Saiten aufgespannt. Die Saiten sind in unterschiedlichen Abständen mit Wicklungen aus Tierhautstreifen am Saitenträger festgebunden und verlaufen in zwei parallelen Ebenen senkrecht zur Decke durch Löcher an beiden Seiten des Stegs. Hinter dem Steg werden die Saiten zusammengeführt und am unten vorstehenden Ende des Saitenträgers befestigt. Der Steg wird dort ebenfalls mit einem Hautstreifen oder einer Schnur fixiert. Die Saiten bestehen heute nicht mehr aus Hautstreifen, sondern aus Nylon.
Die Schnurwicklungen am Saitenträger lassen sich zum Stimmen der Saiten verschieben. Entgegen der Tradition sind Instrumente, die in Bands gespielt werden, zum schnelleren Stimmen häufig mit von der Gitarre übernommenen Stimmmechaniken ausgestattet. Der Spieler hält die seperewa mit der Unterseite des Korpus gegen den Bauch und den Saitenträger vom Körper weg, sodass er die Saiten direkt vor sich hat. Bei einem sechssaitigen Instrument sind die mit der linken Hand gezupften Saiten auf den ersten, dritten und fünften Ton der Tonskala, die mit der rechten Hand gezupften Saiten auf den zweiten, vierten und sechsten Ton gestimmt.
Ein 1818 ins British Museum gelangtes Instrument mit einem beidseits überstehenden Bodenbrett und einem geraden Saitenträger ist bis auf die zehn lose hängenden Saiten identisch mit Stanleys Zeichnung von 1874, auf der acht Saiten erkennbar sind. Die Gesamtlänge dieses Exemplars beträgt 59 Zentimeter, die Höhe des Korpus einschließlich Steg 23 Zentimeter und dessen Breite 7,5 Zentimeter. Eine moderne, vom Akan-Musiker Osei Korankye hergestellte seperewa in der Sammlung des Oberlin College mit Stimmmechaniken hat einen ungefähr rechteckigen Resonanzkasten und ein dreieckig zugespitzt überstehendes Bodenbrett. Der Saitenträger ist leicht gekrümmt und trägt zehn Saiten, die durch Kerben an beiden Seiten des Stegs geführt werden. Die Gesamtlänge dieses Instruments beträgt 73,5 Zentimeter. Der Korpus ist 20 Zentimeter lang und 13,5 Zentimeter hoch, der Steg misst 13,5 Zentimeter.
Der englische Reisende Thomas Edward Bowdich (1791–1824) liefert in seinem Werk Mission from Cape Coast Castle to Ashantee (1819) die erste Beschreibung des Aschantireichs, das sich damals auf dem Höhepunkt seiner Macht befand. Die Stegharfe sanko war nach seiner umfassenden Darstellung der Gesellschaft und Kultur mit acht Saiten aus Pflanzenfasern bespannt und die Decke des schmalen Holzkastens bestand aus Echsen- oder Antilopenhaut. Der Tonumfang betrug Bowdich zufolge eine Oktave zwischen ungefähr c (in Spielhaltung oberste Saite) und c1 (unterste Saite) in ungenauer diatonischer Tonfolge. Eine ähnliche Beschreibung über eine achtsaitige sankú mit ihrem „weichen und beruhigenden Klang“ gibt der englische methodistische Prediger John Beechum (1787–1856) in Ashantee and the Gold Coast (1841). Die „sanfte, einschmeichelnde Wirkung“ einer „Art Guitarre, Sancko genannt“ mit acht Saiten bemerkte auch der britische Kolonialbeamte Brodie Cruickshank, der sich 18 Jahre in der damaligen Goldküste aufhielt, in Eighteen Years on the Gold Coast of Africa (1853).

## Spielweise und kulturelle Bedeutung

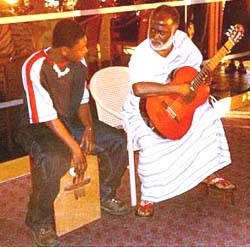
Der Palm-wine-Musiker Koo Nimo spielt Gitarre, begleitet von seinem Sohn Yaw Amponsah auf dem kastenförmigen Lamellophon prenprensiwa, 2000

Nach ihrer spezifischen kulturellen Verwendung und Zugehörigkeit zu einer gesellschaftlichen Gruppe werden die Stegharfen eingeteilt in Begleitinstrumente des Preisliedsängers (Griots, wie die kora), traditionelle „Kriegerharfen“ (bolon) und „Jägerharfen“ (wie die donso ngoni und simbi). Die seperewa gehört zur Tradition der Preisliedsänger, die mit ihr Lieder zur Unterhaltung eines Herrschers vortrugen. Die Aschanti unterscheiden zwischen höfischer Musik und der Musik des übrigen Volkes. Die seperewa verbindet beide Bereiche.
Die Stegharfe ist neben dem Mundbogen benta praktisch das einzige traditionelle Saiteninstrument der Aschanti. Zahlreicher sind Trommeln (große Bechertrommel atumpan, große Standtrommel fontomfrom, Sanduhrtrommel donno), Rasseln und Glocken. Von zeremonieller Bedeutung für die höfische Musik sind das Ensemble aus Elfenbeintrompeten ntahera und die Kerbflöte odurugya. Eine weitere Flöte ist die randgeblasene Längsflöte atenteben. Typischerweise werden Melodien in Terzsprüngen in einer heptatonischen Tonleiter gesungen, wobei der Melodieverlauf sich an den Tonhöhen der tonalen Sprache Twi der Aschanti orientiert. Dadurch lassen sich Sprichwörter, Rufe und dergleichen aus der Twi-Sprache mit der seperewa übermitteln, häufig zugleich oder im Wechsel mit Gesang. Dies ergibt eine Art Surrogatsprache, die außer mit Sprechtrommeln (atumpan) auch mit Melodieinstrumenten, in Nigeria etwa mit der Flöte oja produziert werden kann. Der Gebrauch von Saiteninstrumenten hierfür ist ungewöhnlich.
Thomas Edward Bowdich (1819) beschreibt auch die Lieder der Aschanti und Fante mit ihren melodischen Mustern in parallelen Harmonien, die von Stegharfen begleitet werden. Diese gibt er in Notenschrift wieder und fügt auch Transkriptionen der Liedtexte bei. Eines dieser Lieder handelt von einem Waisenkind, das von seinen Stiefeltern schlecht behandelt wird, weshalb es die ganze Nacht weint und nach seinen toten Eltern ruft.
Beim Besuch des Asantehene fand Bowdich unter den Wertgegenständen in dessen Palast kleine Trommeln, Stegharfen, Stühle, Schwerter und andere Waffen zusammengestellt. Das wesentliche Insignium, der Goldene Stuhl, stand unter einem prächtigen Schirm, umgeben von Trommeln, Stegharfen, Hörnern und sonstigen Musikinstrumenten. Dass die seperewa unter den königlichen Insignien aufbewahrt wurde, zeigt ihre herausragende Bedeutung.
Wenn in kolonialzeitlichen Berichten früherer Jahrhunderte von „einer Art von Gitarre“ die Rede ist, so meint der Autor damit ein einheimisches Zupfinstrument, in Westafrika eine Spießlaute oder eine Stegharfe und nicht die im 19. Jahrhundert noch fremde Gitarre. Über die Ausbreitung aus Europa oder der arabischen Kultur stammender Saiteninstrumente südlich der Sahara ist vor dem 19. Jahrhundert wenig bekannt. Einzelfälle außerhalb von Westafrika sind die Lauten udi (Vorbild oud) und kibangala (Vorbild qanbus) an der Swahiliküste, kabosy (Vorbild qanbus oder Gitarre/Mandoline) in Madagaskar und ramkie in Südafrika. In Westafrika nahmen die Kolonialherren und Missionsgesellschaften ab dem 19. Jahrhundert Einfluss auf die Musik, aber weniger auf das traditionelle Instrumentarium.
Umgekehrt beeinflusste die seperewa mit ihren auf Quarten und Quinten basierenden harmonischen Strukturen das Spiel der in den 1920er Jahren (also ungefähr zur selben Zeit wie in Ostafrika) in Südghana popularisierten Gitarre. Die Ghanesen im Süden des Landes waren durch die Kakaoproduktion wohlhabender und werden als Neuerungen gegenüber aufgeschlossener beschrieben, weshalb sie vermutlich Gitarren eher kaufen konnten und sie auch schneller in ihre Musik übernahmen. Da die Gitarre einen größeren Tonumfang besitzt und lauter klingt, ersetzte sie in den 1930er und 1940er Jahren die anfangs noch verwendete seperewa. Melodisch-rhythmische Muster der seperewa wurden in den Gitarrenstil übertragen. Nur für bestimmte traditionelle Zeremonien verwendete man weiterhin die seperewa. Während sich in Südghana in den 1920er Jahren der Highlife mit europäischen Musikinstrumenten verbreitete, wurde im Zentrum des Landes mehr die einfachere, auf akustischen Gitarren basierende Palm-wine music (auch nsadwase nnwom) gepflegt, die stärker auf der rhythmisch verzahnten (interlocking) Spielweise der seperewa basiert.
Nsadwase bedeutet ein Zusammentreffen von Leuten, bei dem Alkohol getrunken wird, und nsadwase nnwom heißen die dort gesungenen Palmweinlieder. In früheren vorkolonialen Zeiten war nsadwase ein geselliger Treffpunkt für zumeist ältere Männer einer Nachbarschaft, um Palmwein zu trinken. Die hierbei gesungenen Lieder begleitete man mit Händeklatschen und häufig einer seperewa. Die seperewa mit ihrem feinen leisen Klang, der die ruhige Aufmerksamkeit der Zuhörer erfordert und die Vorstellung einer Surrogatsprache beinhaltet, war das bevorzugte Melodieinstrument bei diesen Anlässen, vielleicht auch wegen ihrer Wertschätzung am Hof des Asantehene. Anfang des 20. Jahrhunderts wurden diese Lieder von Gitarren, der Holzkiste adaka (eine Hohlschlitztrommel), dem aus einem großen Holzkasten bestehenden Lamellophon prenprensiwa (auch prempensua, in der Karibik als marimbula oder rumba box bekannt) und einem Paar kleiner Gefäßrasseln asratoa begleitet. Die seperewa-Spielweise verschmolz in der Palm-wine music und im Highlife mit der typisch westafrikanischen Zwei-Finger-Zupftechnik (mit Daumen und Zeigefinger) auf der Gitarre. Die ersten, die für die Verbreitung  des Zwei-Finger-Palmwein-Stils auf der Gitarre in den Städten entlang der westafrikanischen Küste sorgten, waren die aus Liberia stammenden Seeleute der Kru, Die Kru-Matrosen standen seit dem 18. Jahrhundert in Kontakt mit Europäern, denn sie fungierten als Zwischenhändler zwischen deren auf See ankernden Schiffen und dem Festland.
Die Musik der Aschanti basiert auf einer heptatonischen Skala, die mit Varianten – einer reinen oder übermäßigen Quarte, einer kleinen oder großen Septime – gespielt wird. Die von Bowdich bemerkte ungenaue diatonische Tonfolge bedeutet, dass die rechte Saitenebene eine große Septime (tiefster Ton c) und die linke Saitenebene eine kleine Septime (in diesem Fall tiefster Ton d) beinhaltet. Die Akan-Tonskala mit diesen Varianten, die im selben Lied auftreten können, ist auch in Nordghana und im Süden bei den Ga und Ewe anzutreffen. Die Stimmung der seperewa beeinflusste unter anderem den yaa amponsah genannten Gitarrenstil, der zum Repertoire des Highlife gehört. Yaa Amponsah ist auch der Titel der ersten Schallplattenveröffentlichung von ghanaischem Highlife, aufgenommen 1928 vom Gitarristen Kwame Asare (1903–1950er Jahre) und seinem Kumasi Trio. Seitdem übte dieser Melodiestil einen großen Einfluss auf die ghanaische Musik insgesamt aus.
Als die seperewa im 18. Jahrhundert aus dem unmittelbaren Umfeld des Asantehene in den allgemeinen Gebrauch übergegangen war, wurde sie für ihr odonson-Spiel bei Begräbnissen bekannt. Odonson ist eines der wie adakam im 19. Jahrhundert entwickelten melodisch-rhythmischen Muster, das zu einem Gitarrenstil ähnlich yaa amponsah wurde, der ebenso in der Palm-wine music und im Highlife verwendet wird. Heute spielen Gitarristen im südlichen Ghana bei Begräbnissen und anderen Zeremonien die Tonfolgen der seperewa. Im Norden des Landes sind weiterhin traditionelle Saiteninstrumente wie die Binnenspießlauten kologo (ähnlich der xalam) und kono (mit Kalebassenkorpus) sowie die einsaitige Schalenspießgeige gonje (ähnlich der goge) beliebter als die Gitarre. Die seperewa ist nur noch in einigen ländlichen Regionen im Zentrum verbreitet und gehört wie der Mundbogen benta zu den im Verschwinden begriffenen Musikinstrumenten. Neben den Aschanti in der Ashanti Region spielen die seperewa Bewohner der zentralen Brong Ahafo Region, Sehwi-Sprecher im Westen und Bewohner der historischen Region Gyaman in der angrenzenden Elfenbeinküste. Die seperewa wird auch im Gottesdienst einer lokalen Kirche in Ghana verwendet.
Nach wie vor wird die seperewa für den am Beginn ihrer Tradition stehenden Preisliedgesang auf die Häuptlinge und andere Persönlichkeiten der Aschanti eingesetzt. Traditionell dient sie als Solo-Melodieinstrument der Begleitung einer Gesangsstimme. Der Gitarrist Koo Nimo (Taufname Daniel Amponsah, * 1934) ein bekannter Vertreter der Palm-wine music, und andere Musiker verwendeten die seperewa auch zusammen mit Gitarren, dem Lamellophon prenprensiwa und Perkussionsinstrumenten (wie den Gefäßrasseln asratoa oder Doppelglocken wie der gankogui). Typisch ist die LP Agya Koo Nimo von 1976, die 1990 als CD mit dem Titel Osabarima wiederveröffentlicht wurde. Sie half, Koo Nimas internationale Bekanntheit zu vergrößern. Seit Beginn des 21. Jahrhunderts wird die Tradition der seperewa von solchen Ausnahmen abgesehen nur noch wenig gepflegt.
Einer der bekanntesten seperewa-Spieler ist Osei Korankye (* 1964), der in den Sprachen Twi von seiner Mutter und Sefwi von seinem Vater aufwuchs. Er spielte mit dem Highlife-Musiker Nana Ampadu (1945–2021) und dem Palm-wine-Gitarristen Koo Nimo in dessen Band Adadam Agofomma zusammen. Der Musikethnologe Kwabena Nketia gab ihm in den 1990er Jahren einen Unterrichtsauftrag am International Centre for African Music and Dance in Accra. Korankye entwickelte aus traditionellen und modernen Formen einen eigenen Personalstil. Wenn er seinen Gesang mit der seperewa begleitet, übernimmt er gelegentlich auch Elemente der Surrogatsprache.
Eine ghanaische Popularmusikgruppe, in der die seperewa eine zentrale Funktion als Melodieinstrument übernimmt, ist die Local Dimension Band. Die 1996 an der Universität von Ghana in Legon gegründete Local Dimension Band ist nach einer Studie von 2021 die derzeit erfolgreichste Band, die versucht, dem dominanten Einfluss westlicher populärer Musik nach der Unabhängigkeit Ghanas 1957 eine stärker an nationalen Traditionen, aber nicht an ethnischen Grenzen ausgerichtete Popularmusik entgegenzusetzen. Ausgehend von der Spielweise der seperewa und der Palm-wine-Gitarre nimmt die Band Stilelemente von Afrobeat, kongolesischem Reggae sowie ghanesischen Tanzstilen wie den Agbadza der Ewe, den Kpanlogo aus Accra und den traditionellen Tanz Adowa der Aschanti auf.
Die 2017 gegründete Palm-wine-Band Kwan Pa setzt die Tradition mit Gitarre und zeitweilig einer seperewa fort.